# Queen: The Story of an American Family
Queen: The Story of an American Family è l'ultimo romanzo di Alex Haley, pubblicato nel 1993. In seguito alla morte dell'autore, avvenuta nel 1992, il completamento del libro fu curato dall'amico David Stevens. Un adattamento per miniserie intitolato Alex Haley's Queen e interpretato da Halle Berry nel ruolo principale, fu trasmesso sulla rete televisiva CBS il 14 febbraio 1993.

## Trama
Nel romanzo l'autore narra, come con Radici, l'altro ramo della sua famiglia, quello di suo padre. Ester è una schiava appartenente a un proprietario dell'Alabama di origini irlandesi, James Jamie Jackson, al quale si unisce dando alla luce, mesi dopo, una bambina mulatta di nome Queen Victoria, la protagonista del racconto. Il romanzo segue lo scorrere dei suoi anni in America, tra lo schiavismo, la guerra civile e la cattiveria spietata dell'intolleranza razziale dove, dopo tante sofferenze e privazioni, troverà la quiete nell'incontro e nell'unione con Alec Haley, mezzadro e traghettatore di fiume da cui avrà, tra i tanti figli, Simon Haley. Simon Haley insieme a Bertha G. Palmer avrà tre figli: Julius, George e infine Alex, l'autore del libro.
Mostrandoci un affresco storico, basato su ricordi e trasmissioni orali che Alex aveva appuntato, come con la storia di sua nonna Cynthia, narrando le vicende anche dell'altra sua nonna, Queen Haley. Il noto autore Alex Haley (1921-1992) era il nipote di Queen, figlia illegittima e non riconosciuta di James "Jass" Jackson III (il figlio di un amico, ma non un parente, di Andrew Jackson ) e la sua schiava, Es Il roer.
romanzo racconta gli angosciosi primi anni di Queens come schiava, desiderando ardentemente sapere chi fosse suo padre, e come a poco a poco si sia resa conto che era il suo padrone. Dopo la guerra civile americana dal 1861 al 1865 e la successiva abolizione della schiavitù , Queen fu espulsa dalla piantagione. Jass Jackson non l'avrebbe mai riconosciuta come sua figlia, timoroso di compromettere l'eredità dei suoi figli legittimi e pungolato dalla moglie, che disprezzava la figliastra. Dopo molte avventure, spesso spiacevoli, sposò un ex schiavo di successo ragionevole con il nome di Alec Haley, e ebbe un figlio da lui ( Simon Haley ). Alec e Queen avevano ciascuno un figlio da precedenti relazioni.
Successivamente, Simon Haley andò a frequentare il Lane College di Jackson, nel Tennessee, e conseguì il master alla Cornell University. Poi è diventato professore di Agricoltura all'Alabama A & M University. Ha poi incontrato sua moglie, Bertha Palmer, che gli diede tre figli: George, che divenne avvocato, Julius, un architetto, e Alex che divenne uno scrittore.
Alex Haley, suo nipote, non è stato in grado di finire di scrivere il suo ultimo libro prima di morire, ed è stato perciò completato da David Stevens. Mentre Stevens beneficiava delle molte scatole di note di ricerca e di un profilo di 700 pagine della storia lasciata da Haley, in seguito avrebbe detto che la sua scrittura era guidata principalmente dalle loro lunghe conversazioni

## Discendenza degli Haley
Il test del DNA fatto al nipote di Alex Haley, Chris Haley, ha portato alla luce che il lato paterno della famiglia Haley attraverso il marito di Queen Alex Haley, apparentemente discende da William Harwell Baugh.